# Ованес II
Ованес II (Иованнэс Габелеан, Иоанн, ? —574) — армянский католикос (557 – 574).
В 565 созвал третий собор в Двине против несториан и халкидонитов. Известны его два послания, в которых он требует от духовных пастырей (Алуанка и Сюника) принять необходимые меры против несториан. Одно из этих посланий, адресованное католикосу Абасу, включено Мовсэсом Каланкатуаци во вторую книгу «История страны Алуанк», а другое адресовано владетелю Сюника Мир-Арташиру и епископу Вртанэсу. Оба эти послания сохранились в «Книге посланий».